# Strakka Dome S103
O Strakka - Dome S103 é o carro da terceira geração de Protótipos de Le Mans construídos pela fabricante japonesa Dome. Originalmente planejado para ser usado na classe LMP1, acabou sendo utilizado apenas na LMP2 pela equipe inglesa Strakka Racing, que desistiu do projeto após apenas 3 corridas disputadas em troca de um projeto próprio. 

## Histórico
Após atualizar a segunda geração de seus protótipos, o Dome S102 (que ganhou a denominação de S102.5), para uso da equipe Pescarolo Sport nas 24 Horas de Le Mans de 2012, a Dome iniciou o desenvolvimento de um novo carro baseado na base do S102, com foco em participar da classe LMP1 do recém criado FIA WEC.
Apesar do projeto sólido, a empresa não conseguiu achar um parceiro para fornecimento de motores dentro da regulamentação da classe P1 passando a ir atrás de equipes privadas para formar parceria e após conversas com a Rebellion Racing, a Dome fechou contrato de fornecimento de chassis para a Strakka Racing, que participaria diferentemente do originalmente planejado, da classe LMP2 com os motores Nissan, os mais populares entre os competidores da categoria.
Parte do motivo de se fechar com a Strakka veio do fato da equipe estar com planos de desenvolver um carro próprio, o que significaria que grandes modificações e melhorias poderiam ser feitas pela própria equipe, dando assim ao carro sua denominação final de "Strakka -Dome S103", com as partes do carro sendo desenvolvidas em conjunto pela Dome em Maibara (Japão) e construídas pela Strakka em Silverstone (Inglaterra).
Foi estipulada a data de estreia, sendo durante a temporada de 2014, mas sucessivos problemas com o carro e um acidente em Spa-Francorchamps causado por uma falha de componente da suspensão traseira, começaram uma série de contra tempos que viriam a atrasar cada vez mais a estréia do carro em competições. A equipe Strakka chegou a confirmar participação na última etapa de 2014 nas 6 Horas de São Paulo, porém, a Federação Internacional questionou se a proteção de cabeça dos pilotos estavam dentro do regulamento e a equipe decidiu por adiar de vez para 2015 a entrada do S103.
Com quase um ano de atraso o carro finalmente estreou em corrida, nas 6 Horas de Silverstone, fazendo uma primeira corrida razoável fechando na terceira colocação de sua classe, LMP2. Na corrida seguinte em Spa, o resultado já não foi tão bom, um quinto lugar em sua classe.
Para Le Mans, a equipe atualizou a aerodinâmica do carro, visando as grandes retas do tradicional circuito francês, além de trocar a fornecedora de pneus, saindo de Michelin para usar Dunlop. No treino classificatório a equipe ficou apenas com o oitavo tempo, dentre os 14 participantes da classe P2 e não melhorou muito na corrida quando ao final da primeira hora de prova o carro se envolveu em um acidente com o número 13 da Rebellion Racing na primeira chicane da Mulsanne, causado por óleo na pista deixado pelo Porsche de número 92, obrigando a um pit stop para reparos. Depois de voltar a pista entre as horas 18 e 19 da prova, a equipe foi obrigada a abandonar após o carro parar na pista com problemas no câmbio, sendo a última vez que o mesmo foi visto em uma situação de corrida.
Para a prova seguinte em Nürburgring, a equipe alinhou um Gibson 015S ao invés do S103 dando fim ao projeto cooperativo com a Dome e anunciando a criação de um novo carro para a temporada de 2017, inteiramente feito pela Strakka dentro do regulamento de equipes com carros não híbridos da LMP1. A justificativa oficial é de que com o fato da equipe desenvolvendo seu carro próprio para 2017, não fazia sentido manter o desenvolvimento do S103 e o fraco desempenho apresentado e o grande número de problemas não justificava continuar a usar o carro, que foi substituído pelos 015S, que já era usado por outras equipes e tinha compatibilidade com os motores Nissan usados.

## Futuro incerto
Com o regulamento de 2017 da LMP2 limitando o uso de chassis para apenas quatro marcas (da qual não inclui a Dome), o chassi se torna fora do regulamento, deixando seu uso limitado a algum projeto improvavél na LMP1 ou em campeonatos regionais como o European Le Mans Series. O mais provavél é que o chassi não volte a ser usado em corridas novamente.

## Ligações Externas
- Site oficial da Dome
- Site oficial da Strakka